# Девриент, Эрнст
Эрнст Девриент (нем. Ernst Devrient; 15 июня 1873, Веймар — 21 января 1948, Веймар) — немецкий архивариус и генеалог; с 1924 по 1930 год возглавлял городской архив Зондерсхаузена; в связи с «неарийскими корнями», в 1936 году был исключён из ассоциации немецких писателей и Имперской ассоциации исследователей геральдики; погиб в результате дорожно-транспортного происшествия.

## Биография
Эрнст Девриент родился 15 июня 1873 года в Веймаре в семье актера и режиссёра Отто Девриента — его младшим братом был исследователь театра Ганс Девриент. Эрнст изучал историю в Йене, где он получил, под руководством историка Оттокара Лоренца, кандидатскую степень в 1896 году — защитив диссертацию о генеалогии эрнестинской линия Веттинов. После этого он серьёзно заболел и имел проблемы с трудоустройством. В 1904 году Девриент стал одним из членов-основателей Центрального управления немецкой истории и генеалогии (DZfG); он также стал и первым архивариусом организации, занимая данный пост с 1909 по 1913 год.
Уже после Первой мировой войны, в начале 1920-х годов, Девриент написал серию статей для запланированной издательством «Ullstein Verlag» словаря. С 1923 года он работал исследователем в Тюрингском архивном управлении, а с 1924 по 1930 год — возглавлял городской архив Зондерсхаузена. Женился в возрасте 55 лет, на девушке на много лет моложе его самого. Из-за еврейской бабушки его считали «неарийцем» и в 1936 году он был исключен из ассоциации немецких писателей и Имперской ассоциации исследователей геральдики: что означало для Девриента невозможность продолжать свои публикации. После того как жена Девриента скончалась в 1946 году, сам он погиб в начале 1948 года в результате дорожно-транспортного происшествия.

## Работы
Эрнст Девриент опубликовал множество работ по генеалогии, включая исследования о дворянских семьях Хельдорф и Арним. Кроме того он занимался и историей Тюрингии:
- Die älteren Ernestiner. Eine genealogische Charakteristik, Heymanns, Berlin 1897, erweiterte Fassung der Dissertation vom 22. Mai 1896.
- Ziele und Aufgaben der modernen Genealogie, Teubner, Leipzig 1899.
- Nach welchen Grundsätzen soll der Historiker bei Quellenausgaben verfahren? Kritik und Vorschläge // Korrespondenzblatt des Gesamtvereins der deutschen Geschichts- und Altertumsvereine, 1906, Mittler, Berlin 1906.
- Thüringische Geschichte, Göschen, Leipzig, 1907, 1921.
- Ottokar Lorenz: Genealogisches Handbuch der europäischen Staatengeschichte, 3. vermehrte Auflage des Genealogischen Hand- und Schulatlas, Cotta, Berlin, Stuttgart 1908.
- Quellenkunde der Familiengeschichte, in: Zeitschrift für das Gymnasialwesen, 1909, Nr. 1, S. 689—696.
- Familienforschung, Teubner, Leipzig, 1911, 1919.
- Grenzen und Staatsgebiete. Thüringens in der Geschichte, Richter, Erfurt 1919.